# Eduard von Borsody
Eduard von Borsody (Bécs, 1898. június 13. – Bécs, 1970. január 1.) osztrák-német filmrendező, forgatókönyvíró, filmoperatőr.

## Életpályája
Katonaiskolába járt, de érdeklődése hamarosan a filmművészet felé fordult. 1918-tól operatőr-asszisztens, 1921-től a Sascha cégnél operatőr, majd forgatókönyvíró és rendező lett.
Ügyes kommerszfilmek alkotója volt. Olyan rendezőkkel dolgozott együtt, mint például Kertész Mihály, Carl Wilhelm, Metzner Ernő, Gustav Ucicky és Max Nosseck. 1950-ben A negyedik parancsolat című filmjéért Arany Oroszlán díjra jelölték.

## Családja
Fia, Hans von Borsody (1929–2013) német színész, akinek leánya Suzanne von Borsody (1957-) német színésznő.
Testvére, Julius von Borsody (1892–1960) német díszlettervező volt.

## Filmjei

### Filmoperatőrként
- Az ifjú Medardus (1923; Gustav Ucicky-vel)
- Az elcserélt menyasszony (Die vertauschte Braut) (1925)
- A harmadik lovasszázad (Die dritte Eskadron) (1926; Gustav Ucicky-vel)
- 13. számú fiáker (1926; Gustav Ucicky-vel)
- Tingli-tangli (Tingel Tangel) (1927)
- Az M. államügyészügy (Der Fall des Staatsanwalts M...) (1927-1928; Farkas Miklóssal)
- Tánc a boldogságban (Der Tanz ins Glück) (1930)
- Világrekorder vetélytársak (Rivalen im Weltrekord) (1930)

### Filmrendezőként
- Briliánsok (Brillanten) (1937)
- Kaucsuk (Kautschuk) (1938)
- Kongó-Express (1939)
- A nagy per (1939)
- Kívánsághangverseny (1940)
- Liane, az őserdő leánya (Liane, das Mädchen aus dem Urwald) (1956)

### Forgatókönyvíróként
- Az istenek kedvence (1942)
- Ifjú szerelem (Jugendliebe) (1944, bemutató: 1947) (filmrendező is)
- Az asszony az úton (Die Frau am Wege) (1948) (filmrendező is)
- A negyedik parancsolat (Das vierte Gebot) (1950) (filmrendező is)
- Fehér arany (Weißes Gold) (1950) (filmrendező is)
- Elveszett melódiák (Verlorene Melodie) (1952) (filmrendező is)
- Én és a feleségem (Ich und meine Frau) (1953) (filmrendező is)
- Maxie (1954) (filmrendező is)
- Álomrevü (1959) (filmrendező is)
- Románc Velencében (Romanze in Venedig) (1962) (filmrendező is)